# Walt McKechnie
Walter Thomas John „Walt“ McKechnie (* 19. Juni 1947 in London, Ontario) ist ein ehemaliger kanadischer Eishockeyspieler. Der Center absolvierte zwischen 1967 und 1984 über 900 Spiele in der National Hockey League, wobei seine Karriere von steten Wechseln geprägt war und er für insgesamt acht NHL- sowie für vier weitere Minor-League-Teams auflief.

## Karriere

### Anfänge
Walt McKechnie spielte in seiner Jugend in Sarnia, bevor er im NHL Amateur Draft 1963 an sechster Position von den Toronto Maple Leafs ausgewählt wurde. Anschließend lief er für deren Nachwuchsteam, die London Nationals auf, die mit Beginn der Saison 1965/66 am Spielbetrieb der Ontario Hockey Association teilnahmen. Der Sprung in den Kader der Maple Leafs gelang dem Angreifer in der Folge jedoch nicht, sodass ihn die Maple Leafs im Oktober 1967 im Tausch für Steve Witiuk an die Phoenix Roadrunners aus der Western Hockey League abgaben. Dort absolvierte er seine erste Profisaison, erzielte in 67 Spielen 54 Scorerpunkte und wurde infolgedessen als Rookie des Jahres ausgezeichnet. Zudem gelang ihm noch in der gleichen Spielzeit die Rückkehr in die National Hockey League (NHL), indem er von den Minnesota North Stars verpflichtet wurde und für diese seine ersten NHL-Spiele absolvierte. Im Laufe der folgenden knapp zweieinhalb Jahre konnte sich der Kanadier allerdings nicht im Aufgebot der North Stars etablieren, sondern verbrachte stattdessen etwa die Hälfte der Zeit bei deren Farmteams, den Iowa Stars aus der Central Hockey League (CHL) sowie den Cleveland Barons aus der American Hockey League.

### NHL
Schließlich wurde McKechnie im Mai 1971 samt Joey Johnston an die California Golden Seals abgegeben, während im Gegenzug Dennis Hextall nach Minnesota wechselte. Bei den Golden Seals erspielte sich der Center prompt einen Stammplatz und führte das Team in der Saison 1972/73 in Punkten an (54). Im Juni 1974 gelangte er über den Intra-League Draft zu den New York Rangers, die ihn nur zwei Tage später im Tausch für Derek Sanderson zu den Boston Bruins transferierten. In Boston konnte der Kanadier nicht an seine vorherigen Leistungen anknüpfen, sodass ihn die Bruins bereits im Februar 1975 samt ihrem Drittrunden-Wahlrecht für den NHL Amateur Draft 1975 zu den Detroit Red Wings schickten und dafür Hank Nowak und Earl Anderson erhielten. Im Trikot der Red Wings erzielte McKechnie in der anschließenden Spielzeit 1975/76 seine beste persönliche NHL-Statistik, indem er auf 82 Punkte in 80 Spielen und somit einmalig auf einen Punkteschnitt von über 1,0 kam. Seine Leistungen sorgten dafür, dass er mit der kanadischen Nationalmannschaft an der Weltmeisterschaft 1977 teilnahm und dort einen vierten Platz belegte.
Mitsamt einem Drittrunden-Wahlrecht im NHL Amateur Draft 1978 und einem Zweitrunden-Wahlrecht im NHL Entry Draft 1979 wurde er im August 1977 an die Washington Capitals abgegeben. Im Gegenzug erhielt Detroit die Rechte an Ron Low sowie ein Drittrunden-Wahlrecht im Draft 1979. Bereits nach 16 Partien schickten ihn die Capitals im Dezember gleichen Jahres zu den Cleveland Barons und erhielten dafür Bob Girard sowie ein Zweitrunden-Wahlrecht im Draft 1978. Die Barons jedoch stellten am Saisonende den Spielbetrieb ein und fusionierten mit den Minnesota North Stars, die keine Verwendung für McKechnie hatten und ihn daher im Oktober 1978 im Tausch für ein Drittrunden-Wahlrecht im NHL Entry Draft 1980 zu den Toronto Maple Leafs transferierten. Bei den Maple Leafs, die ihn ursprünglich im Draft ausgewählt hatten, steigerte der Center seine persönliche Statistik noch einmal deutlich auf 61 Punkte und nahm zum zweiten und letzten Mal seiner Karriere an den Playoffs teil. Für ein weiteres Drittrunden-Wahlrecht im Draft 1980 gelangte er in der Folge im März 1980 zu den Colorado Rockies. Diese verlängerten seinen Vertrag nach der Spielzeit 1980/81 nicht, sodass er als Free Agent zu den Detroit Red Wings zurückkehrte und dort die letzten beiden Jahre seiner NHL-Karriere verbrachte.

### Karriereende
In der Saison 1983/84 ließ er seine aktive Karriere bei den Salt Lake Golden Eagles in der CHL ausklingen und beendete anschließend seine Laufbahn. Insgesamt hat McKechnie 970 NHL-Spiele absolviert und dabei 221 Tore sowie 397 Vorlagen für 618 Scorerpunkte erzielt. Trotz dieser deutlich überdurchschnittlichen Offensivleistung spielte der Angreifer fast ausschließlich für Teams des unteren sportlichen Drittels der Liga und nahm mit seinen insgesamt acht NHL-Mannschaften nur zweimal an den Playoffs teil. Darüber hinaus war er später kurzzeitig (1986–1988) als Scout für die New York Rangers aktiv, verfolgte diese Karriere aber nicht weiter.

## Erfolge und Auszeichnungen
- 1968 Rookie des Jahres der Western Hockey League

## Karrierestatistik

### International
Vertrat Kanada bei:
- Weltmeisterschaft 1977

(Legende zur Spielerstatistik: Sp oder GP = absolvierte Spiele; T oder G = erzielte Tore; V oder A = erzielte Assists; Pkt oder Pts = erzielte Scorerpunkte; SM oder PIM = erhaltene Strafminuten; +/− = Plus/Minus-Bilanz; PP = erzielte Überzahltore; SH = erzielte Unterzahltore; GW = erzielte Siegtore; 1 Play-downs/Relegation; Kursiv: Statistik nicht vollständig)